# Beinverlängerung
Die Beinverlängerung (englisch Leg lengthening, deutsche Synonyme: Verlängerungsosteotomie; Kallusdistraktion; Segmentdistraktion; Verkürzungsausgleich; Beinlängenausgleich) ist eine Behandlungsmethode der Orthopädie und der Unfallchirurgie.

## Definition
Beinverlängerung ist ein in der Orthopädie und Unfallchirurgie angewendetes Verfahren. Man versteht darunter die operative Verlängerung eines Beines, um eine Beinlängendifferenz auszugleichen. Ebenfalls können aus kosmetischen Gründen beide Beine verlängert werden.

## Geschichte
Die Geschichte der Beinverlängerung reicht bis ins 19. Jahrhundert zurück. Hopkins und Penrose verlängerten 1889 intraoperativ einen Knochen mittels Einführung eines Knochenblocks. Im Jahre 1905 führte Alessandro Codivilla operative Techniken zur Verlängerung der unteren Extremitäten ein. Diese frühen Operationstechniken hatten eine hohe Komplikationsrate, insbesondere während der Phase der Knochenheilung. Oftmals wurde das Ziel, die Knochenverlängerung, nicht erreicht. Der Ausgangspunkt für die moderne Verlängerungsbehandlung jedoch kam von A. Codivilla aus Bologna. Mittels eines Fersen-Nagelzug-Gipsverbandes, einem nach heutigen Verständnis diskontinuierlichen Verfahren, wurde ein plötzlicher einmaliger Zug auf eine Femurosteotomie ausgeübt und das Bein anschließend in einem Beckengips fixiert. Der Nagel wurde hierbei in den Gips einmodelliert.
Die heutige Methode zur Knochenverlängerung mittels Fixateur extern geht auf Gawriil Abramowitsch Ilisarow zurück. Seit den 1950er Jahren verwendete Ilisarow in der Sowjetunion hierzu einen Ringfixateur, der als Ilisarow-Fixateur heute seinen Namen trägt. Er führte zur Optimierung dieses Verfahrens umfangreiche Grundlagenforschungen durch und hat das Verfahren so sicher gemacht, dass es in die klinische Routine übernommen werden konnte. Parallel experimentierte man bereits seit 1893 mit intramedullären Fixateuren und Marknägeln. Erste vollimplantierbare geschlossene Systeme wurden von Rainer Baumgart und Augustin Betz erst Anfang der 1990er Jahre in München entwickelt.

## Indikation
Eine medizinische Indikation zur Beinverlängerung besteht bei Beinverkürzungen als Unfallfolge, bei angeborenen Fehlbildungen oder bei Kleinwuchs. Bei Kleinwuchs innerhalb des Normbereichs wird die Kostenübernahme durch die gesetzlichen Krankenkassen regelmäßig abgelehnt und bei Vorliegen einer psychischen Störung auf mögliche Psychotherapie verwiesen. Meist bleibt in diesen Fällen nur die Möglichkeit, die Behandlungskosten selbst zu tragen, da es sich um eine rein kosmetische Beinverlängerung handelt.

## Operative Methoden zur Beinverlängerung

### Verlängerungsverfahren
Die Beinverlängerung ist ein Verfahren zur künstlichen Verlängerung von Skelettknochen, zumeist der langen Röhrenknochen. Die Behandlung eignet sich einerseits zur Korrektur krankhafter Fehlstellungen (z. B. funktionell bedeutsame Beinlängendifferenz); andererseits findet es auch Anwendung als reine Schönheitsoperation, ohne dass eine medizinische Indikation erkannt wird. Der zu verlängernde Knochen wird durch den Operateur durchtrennt und die beiden Hälften mittels konventioneller externer Fixation oder vollimplantierbarer Verlängerungsmarknägel über mehrere Wochen langsam und kontinuierlich entlang der gewünschten Wachstumsachse auseinandergezogen. Zwischen den beiden Knochenhälften bildet sich dabei stetig frische Knochensubstanz (Kallus).

### Fixateur externe
Die Behandlungsweise Fixateur externe (Erstbeschreibung 1855) wurde zu Sowjetzeiten von dem russischen Orthopäden Gawril Ilisarow in Kurgan entwickelt, um Geburtsfehler zu beseitigen und Kriegsverletzten zu helfen. Sie wird heute noch bei vielen Patienten eingesetzt. Hierbei wird der Ober- oder Unterschenkelknochen durchtrennt, anschließend wird um das Bein eine Metallkonstruktion montiert, der Ringfixateur. An dieser Konstruktion werden sechs Stäbe befestigt, die in den Knochen ragen und dort mit Bohrdrähten und Schrauben fixiert werden. Eine Woche nach der Durchtrennung des Knochens kann mit der Verlängerung begonnen werden. Das Verlängern funktioniert, indem der Patient selber die Stäbe verstellt. So wird der Knochen auseinandergedehnt, in dem Spalt wächst Knochenmasse nach. Pro Tag ist ein Millimeter an Länge zu gewinnen, für fünf Zentimeter braucht man 150 bis 200 Tage, inklusive der Zeit, die es dauert, bis sich der Knochen verfestigt hat. Nach erfolgreicher Verlängerung des Beines wird der Externe Fixateur operativ entfernt.

### Taylor Spatial Frame
Eine Weiterentwicklung des Fixateur externe ist der als „Taylor Spatial Frame“ vermarktete Hexapod, der wie beim Fixateur externe auf die im Knochen implantierte Stäbe ober- und unterhalb der Knochendurchtrennung (Corticotomie) aufgeschraubt wird. Neben der Achsverlängerung kann er computergestützt auch beträchtliche begleitende Achsabweichungen und Drehfehler korrigieren. Sein Einsatz nimmt vor allem in der Kinderorthopädie zu, da die tägliche Anpassung nicht mehr manuell, sondern computergestützt erfolgt. Er ist aber auch bei postoperativen Fehlstellungen und im akuten Einsatz bei komplexen Frakturen in Gebrauch. Der Hexapod ist wiederverwendbar, nur die implantierten Stäbe müssen ersetzt werden.

### Voll implantierbare Verlängerungsmarknägel
Voll implantierbare Verlängerungsnägel werden unter den Markennamen Albizzia, Fitbone II und ISKD vertrieben. Die Verlängerung erfolgt bei Fitbone durch einen eingebauten Motor, bei den beiden anderen Modellen mechanisch durch einen Ratschenmechanismus. Es handelt sich bei allem Systemen um voll implantierbare „intramedulläre“ oder Marknägel, bei denen die tägliche stufenweise Verlängerung von den Patienten selbst durchgeführt werden kann. Alle Systeme werden nach der erreichten Verlängerung und der knöchernen Heilung wieder entfernt. Vergleichende Studien gibt es nicht.
- ISKD (Intramedullary Skeletal Kinetic Distractor, Verwendung seit 2002[9]): Die Verlängerung findet durch Drehbewegungen des Beines statt. Im Inneren befindet sich ein Gewindestab, der über einen Ratschenmechanismus jeweils mit dem proximalen und distalen Anteil verbunden ist. Durch die Ratschen ist eine Drehbewegung der beiden Teile von drei bis neun Grad gegeneinander möglich. Nach 160 Grad Drehbewegungen von drei Grad ist eine Distraktion um ca. 1 Millimeter erfolgt.Röntgenaufnahme eines Fitbone-Implantates im rechten Oberschenkelknochen nach distaler Quer-Osteotomie

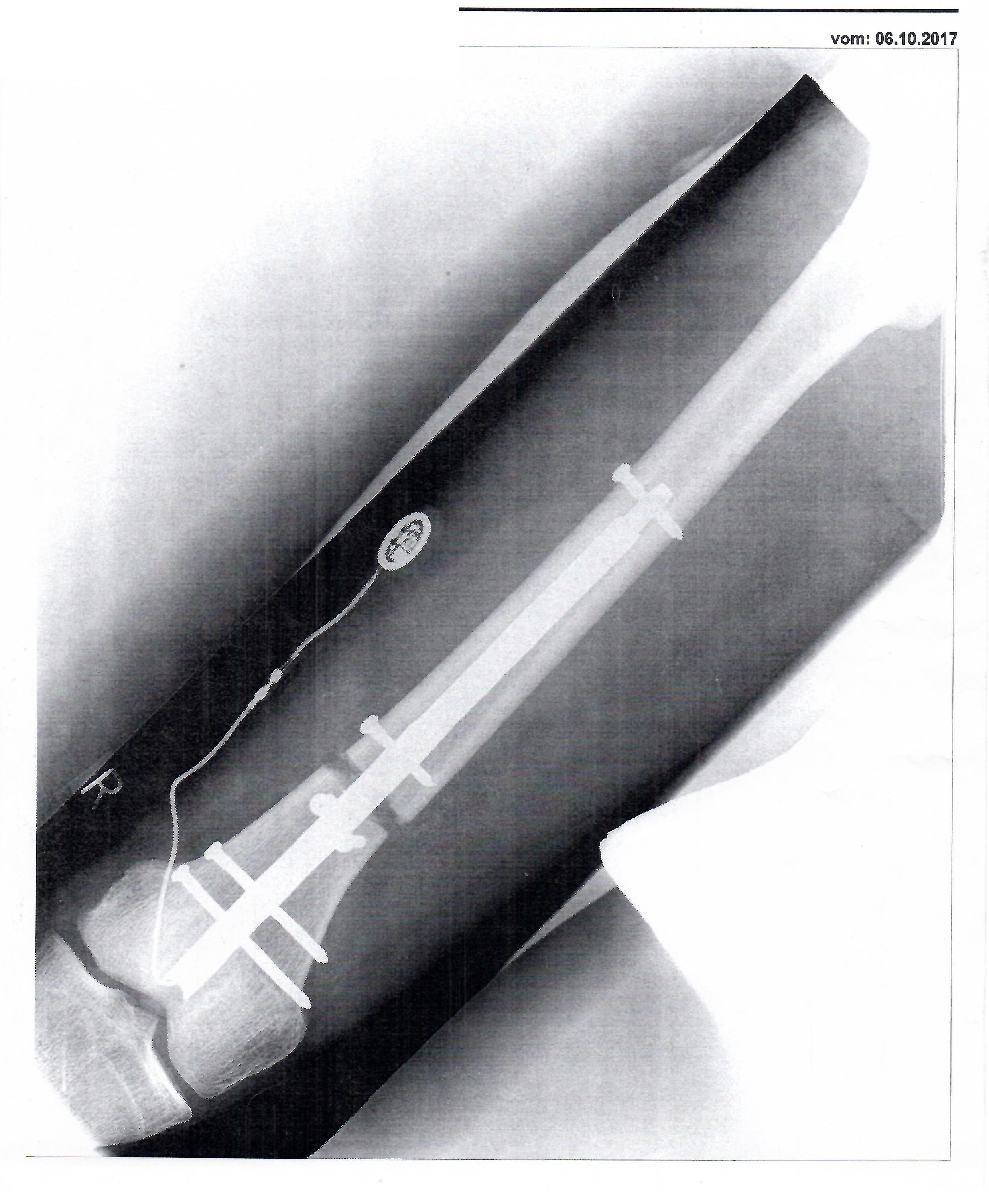
Röntgenaufnahme eines Fitbone-Implantates im rechten Oberschenkelknochen nach distaler Quer-Osteotomie

- Fitbone von der deutschen Firma Wittenstein intens (Markteinführung 1997) wurde in Zusammenarbeit mit Rainer Baumgart entwickelt. Die Distraktion wird über einen integrierten Motor und ein mehrstufiges Getriebe erreicht, welches eine Gewindestange antreibt. Die benötigte Energie wird durch Induktion über einen unter die Haut implantierten Empfänger zugeführt, der Patient muss ein Steuerungsset bedienen.
- Albizzia[10] Diese Methode der Beinverlängerung, die eine Drehbewegung von 20–30° des Beines erforderte, wurde durch den Guichet Nail abgelöst.[11]
- Guichet Nail wurde von dem Franzosen Jean-Marc Guichet entwickelt und kann als Weiterentwicklung des Albizzia bezeichnet werden. Die Funktionsweise ist ähnlich wie beim ISKD-Nagel. Der Marknagel verlängert sich durch Drehbewegungen des Beines um 10°. Täglich sind fünfzehn Drehbewegungen notwendig um eine Verlängerung von 1 mm zu erreichen. Der Guichet-Nagel wird hauptsächlich in Frankreich verwendet.[12]
- Precice Max Verlängerungsnagel (2024) – Der aus Titan gefertigte Precice Max Verlängerungsnagel zur Beinverlängerung unter möglicher Vollbelastung wird derzeit in den USA eingeführt und getestet. Da der Precice Max Verlängerungsnagel im Dezember 2023 die FDA-Zulassung erhalten hat, ist davon auszugehen, dass der Nagel bald auf dem Markt weltweit zur Verfügung steht. Die Kosten für den Precice Max Nagel sind derzeit noch nicht bekannt, werden aber voraussichtlich höher sein als die Kosten des Precice Typ 2.2.. Voraussichtlich ist der Precice Max Nagel für Größen zwischen 11 mm bis 14 mm erhältlich. Erklärungstext Precice Max

## Vor- und Nachteile der Verlängerungsmethoden
Wie bei den meisten chirurgischen Eingriffen, besteht auch bei einer Beinverlängerung die Gefahr von Risiken und Nebenwirkungen. Es handelt sich in jedem Fall um eine Operation in Narkose.
Der Fixateur externe ist die weltweit am häufigsten verwendete Methode bei der operativen Behandlung von Beinlängendifferenzen. Grund hierfür ist der günstige Preis sowie die Möglichkeit dieses Verfahren schon bei Kleinkindern anzuwenden. Die Vorteile der voll implantierbaren Distraktionsmarknägel liegen dagegen bei dem höheren Tragekomfort und der geringeren Einschränkung im Alltag. Ebenfalls ist eine Belastung des Beines früher möglich als bei dem Ringfixateur. Das Risiko für Entzündungen und Infektionen ist relativ gering, da es keine offenen Wundstellen gibt.
Bei dem ISKD-Nagel sind in der Vergangenheit bei drei Modellen Brüche des Nagels aufgetreten, es kam zu Rückrufaktionen. Elektromechanische Verlängerungsnägel, wie z. B. der Fitbone, sind aufgrund ihrer aufwendigeren Bauart teurer als mechanische Systeme. Während der Ringfixateur prinzipiell unbegrenzte Verlängerungen erlaubt, sind diese bei Albizza bis zu 10 cm möglich, beim Fitbone bis zu 8 cm. Durch die Drehbewegungen des Guichet Nails traten bei einigen Patienten so starke Schmerzen auf, dass eine weitere Verlängerung nur durch starke Schmerzmittel bzw. unter Narkose möglich war. Allerdings ist eine Vollbelastung des Beines schon kurz nach der OP möglich.
Die Möglichkeit, die ebenfalls oft vorliegenden Achsabweichungen und Drehfehler ebenfalls zu korrigieren, besteht beim Marknagel nicht, jedoch prinzipiell beim Fixateur externe, und durch das computergestützte Verfahren deutlich besser beim Taylor Spatial Frame.
Vergleichende und unabhängige Studien zu Komfort, Patientenzufriedenheit, Ergebnissen und Komplikationsraten existieren nicht. Im Vergleich zum weltweiten und langjährig bewährten Einsatz des Fixateur externe werden die Marknägel nur an einzelnen Kliniken verwendet. Sie sind aufgrund des Materialbedarfs erheblich teurer als der wiederverwendbare Ringfixateur.